# 沙特努瓦 (汝拉省)
沙特努瓦（法語：Châtenois，法語發音：[ʃatnwa] ⓘ）是法国汝拉省的一个市镇，属于多勒区。

## 地理
沙特努瓦（47°8'49"N, 5°33'9"E）面积8.03 平方千米，位于法国勃艮第-弗朗什-孔泰大區汝拉省，该省份为法国东部内陆省份，北起上索恩省，西北接科多尔省，西临索恩-卢瓦尔省，南至安省，东与杜省和瑞士接壤。
与沙特努瓦接壤的市镇（或旧市镇、城区）包括：罗什福尔叙讷农、阿芒日、阿尔舍朗日、欧德朗日、欧蒂姆、穆瓦塞。

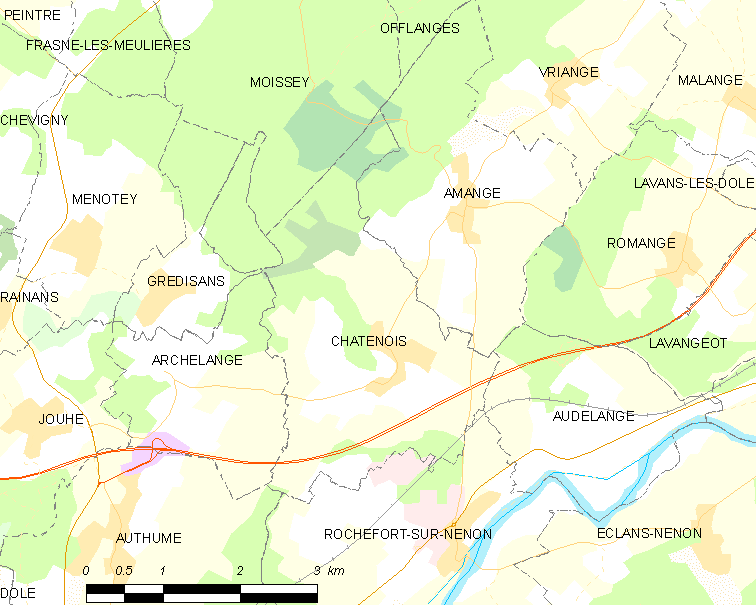
的OSM定位图

沙特努瓦的时区为UTC+01:00、UTC+02:00（夏令时）。

## 行政
沙特努瓦的邮政编码为39700，INSEE市镇编码为39121。

## 政治
沙特努瓦所属的省级选区为欧蒂姆县。

## 人口

1962-2008年间人口变化图示

沙特努瓦于2022年1月1日时的人口数量为412人。